# Tepeçaylı, Pazar
Tepeçaylı là một xã thuộc huyện Pazar, tỉnh Tokat, Thổ Nhĩ Kỳ. Dân số thời điểm năm 2011 là 221 người.